# Ditsjevo
Ditsjevo (Bulgaars: Дичево) is een dorp in het noordoosten van Bulgarije. Zij is gelegen in de gemeente Glavinitsa in de oblast Silistra. Het dorp ligt ongeveer 32 km ten zuidwesten van Silistra en 321 km ten noordoosten van de hoofdstad Sofia.

## Bevolking
In de eerste volkstelling van 1934 registreerde het dorp 959 inwoners. Dit groeide tot een officiële hoogtepunt van 1.046 inwoners in 1956. Sindsdien neemt het inwonersaantal af. Op 31 december 2019 telde het dorp 404 inwoners.
Van de 444 inwoners reageerden er 349 op de optionele volkstelling van 2011. Van deze 349 respondenten identificeerden 346 personen zichzelf als Bulgaarse Turken (99,1%), gevolgd door 3 etnische Bulgaren (0,9%).
Van de 444 inwoners in februari 2011 werden geteld, waren er 52 jonger dan 15 jaar oud (11,7%), gevolgd door 280 personen tussen de 15-64 jaar oud (63,1%) en 112 personen van 65 jaar of ouder (25,2%).
Basjtino - Bogdantsi - Ditsjevo - Dolno Rjachovo - Glavinitsa - Kaloegerene - Kolarovo - Kosara - Listets - Malak Preslavets - Nozjarevo - Osen - Padina - Podles - Sokol - Stefan Karadzja - Soechodol - Tsjernogor - Valkan - Zafirovo - Zaritsa - Zebil - Zvenimir